# Новые Крупели
Новые Крупели — деревня в Толмачёвском городском поселении Лужского района Ленинградской области.

## История
На карте Санкт-Петербургской губернии Ф. Ф. Шуберта 1834 года на месте современной деревни отмечена харчевня.
Харчевня обозначена и на карте профессора С. С. Куторги 1852 года.

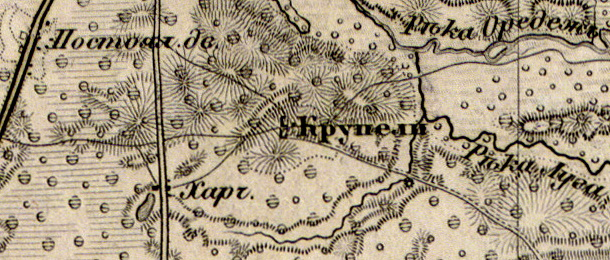
Деревня Новые Крупели на карте 1863 года

Согласно карте из «Исторического атласа Санкт-Петербургской Губернии» 1863 года на месте современной деревни находился постоялый двор.
До революции деревня административно относилась к Кологородской волости 2-го земского участка 2-го стана Лужского уезда Санкт-Петербургской губернии.
С 1917 по 1919 год деревня Новые Крупели находилась в составе Кологородской волости Лужского уезда.
С 1920 по 1928 год — в составе Крупельского сельсовета, затем в составе Шаловского сельсовета.
По данным 1933 года деревня Новые Крупели входила в состав Шаловского сельсовета Лужского района.
C 1 августа 1941 года по 31 января 1944 года деревня находилась в оккупации.
С 1 июля 1950 года — в составе Толмачёвского сельсовета. 
В 1958 году население деревни составляло 140 человек.
По данным 1966, 1973 и 1990 годов деревня Новые Крупели входила в состав Толмачёвского сельсовета.
В 1997 году в деревне Новые Крупели Толмачёвской волости проживали 6 человек, в 2002 году — 12 человек (русские — 92 %).
В 2007 году в деревне Новые Крупели Толмачёвского ГП вновь проживали 6 человек.

## География
Деревня расположена в центральной части района на автодороге Р23 «Псков» (E 95, Санкт-Петербург — граница с Белоруссией).
Расстояние до административного центра поселения — 7 км.
Расстояние до ближайшей железнодорожной станции Толмачёво — 8 км.

## Демография
| 1862 | 1958 | 1997 | 2007 | 2010 | 2017 |
| ---- | ---- | ---- | ---- | ---- | ---- |
| 25   | ↗140 | ↘6   | →6   | ↗18  | ↗20  |

## Улицы
131 км, Генерала Омельченко, Лесная, Лужская, Малая.

## Садоводства
Медик, Новые Крупели, Рыбинка-1.